# USL First Division
De United Soccer Leagues First Division (kortweg USL First Division of USL-1) is een professionele voetbalcompetitie in de Verenigde Staten. Het is de tweede hoogste klasse.
De competitie begon in 1997 als A-League onder auspiciën van de United Soccer Leagues. De originele A-League (voorheen American Professional Soccer League) die bestond tussen 1990 en 1996 was toen gefuseerd met de Select League van de USL. In 2005 wordt de naam officieel USL First Division.
In 2010 zal er geen seizoen worden gespeeld door het vormen van de D2 Pro League. Hierin zullen de teams die in de nieuw gevormde North American Soccer League en de teams die nog in de USL First Division gaan spelen. In 2011 startte de USL een nieuwe competitie de USL Pro die op het derde niveau ging spelen. Dit was een samenvoeging van de USL First Division en USL Second Division.

## Kampioenen
| Seizoen | Kampioen                |
| ------- | ----------------------- |
| 1997    | Milwaukee Rampage       |
| 1998    | Rochester Raging Rhinos |
| 1999    | Minnesota Thunder       |
| 2000    | Rochester Raging Rhinos |
| 2001    | Rochester Raging Rhinos |
| 2002    | Milwaukee Rampage       |
| 2003    | Charleston Battery      |
| 2004    | Montreal Impact         |
| 2005    | Seattle Sounders        |
| 2006    | Vancouver Whitecaps     |
| 2007    | Seattle Sounders        |
| 2008    | Vancouver Whitecaps     |
| 2009    | Montreal Impact         |

## Voormalige teams
| - Atlanta Silverbacks (1997-2008) - Boston Bulldogs (1997-2000, als Worcester Wildfire in 1997-98) - Calgary Mustangs (2002-04, als Calgary Storm in 2002-03) - California Jaguars (1997-98) - California Victory (2007) - Carolina Dynamo (1997) (nu in de PDL) - Charlotte Eagles (2001-03) (nu in de USL-2) - Cincinnati Riverhawks (1998-2003) - Connecticut Wolves (1997-2001) - Edmonton Aviators (2004, als Edmonton F.C. aan het einde van het seizoen) - El Paso Patriots (1997-2003) (nu in de PDL) - Hershey Wildcats (1997-2001) - Indiana Blast (1999-2003) - Jacksonville Cyclones (1997-99, als Tampa Bay Cyclones in 1995-1996) - Lehigh Valley Steam (1999) - Long Island Rough Riders (1997-2001) (nu in de PDL) - Maryland Mania (1999) - Milwaukee Rampage (1997-2002) | - Milwaukee Wave United (2003-04) - MLS Project 40 (1998-2000) - Nashville Metros (1997-2001, als Tennessee Rhythm in 1999-2000) (nu in de PDL) - New Orleans Storm (1997-99, als New Orleans Riverboat Gamblers in 1997) - Orange County Waves (1997-2000, als Orange County Zodiac in 1997-99. Nu in de PDL als Orange County Blue Star) - Orlando Sundogs (1997) - Pittsburgh Riverhounds (1999-2003) (nu in de USL-2) - Raleigh Express (1997-2000, als Raleigh Flyers in 1997-98) - Richmond Kickers (1997-2005) (nu in de USL-2) - Sacramento Geckos (1998-99, als Albuquerque Geckos in 1998) - San Diego Flash (1997-2001, as Colorado Foxes in 1997) - San Francisco Bay Seals (1998l-2000, als Bay Area Seals in 2000) - Seattle Sounders (1997-2008) (nu in de MLS als Seattle Sounders FC) - Staten Island Vipers (1998-99) - Syracuse Salty Dogs (2003-04) - Toronto Lynx (1997-2006) (nu in de PDL) - Virginia Beach Mariners (1998-2000, 2002-2006, als Hampton Roads Mariners 1998-2000, 2002) |